# Liu Ailing
Liu Ailing (cinese semplificato: 刘爱玲; cinese tradizionale: 劉愛玲; pinyin: Liú Àilíng; Baotou, 2 maggio 1967) è un'ex calciatrice cinese.

## Carriera

### Infanzia
Quando era piccola Liu giocava a Pallacanestro e Atletica Leggera solo dopo scoprì il calcio e i genitori non erano d'accordo sul fatto che lo praticasse perché lo consideravano uno sport per maschi.

### Club
Nel 1985 iniziò a giocare per il Beijing BG Phoenix, in Cina. Nel 1994 si trasferì al Tasaki Perule, squadra giapponese. Nel 1998 ritornò al Beijing BG Phoenix e nel 2001 andò a giocare negli Stati Uniti per il Philadelphia Charge.

### Nazionale
La prima apparizione in nazionale di Liu Ailing è stata nel 1987.                                                                                                                                             Nella Coppa d'Asia 1989, a Hong Kong, segnò un gol, contro la Corea del Nord e vinse il torneo.                                                                                        Nella Coppa d'Asia 1991, in Giappone, vinse il torneo.                                                                                                                                                              Nella Coppa del mondo 1991, in Cina, segnò 4 gol; 2 contro la Norvegia (2-0) e gli altri 2 contro la Nuova Zelanda (4-1), e uscì ai quarti contro la Svezia (0-1).                                                                                                                                                                                                                                       Nella Coppa d'Asia 1993, in Malaysia, vincendo il torneo facendo 3 gol in finale contro la Corea del Nord (3-0).                                                                  Nella Coppa del Mondo 1995, in Svezia, segnò un gol contro l'Australia ai gironi e uscì in semifinale contro la Germania.                                                                 Nella Coppa d'Asia 1995, in Malaysia, segnò un gol contro Hong Kong (12-0), vincendo il torneo.                                                                                         Nelle Olimpiadi del 1996, segnò un gol contro la Danimarca (5-1) e perse la finale contro gli Stati Uniti (1-2), arrivando seconda.                                    Nella Coppa d'Asia 1997, in Cina, segnò 2 gol contro la Corea del Nord (3-1), (forse contro l'Uzbekistan e le Filippine) nei gironi, 4 gol contro Taipei Cinese (10-0) nella semifinale e 2 gol contro la Corea del Nord (2-0) nella finale, vincendo il torneo.                                                                                                                                                                                                                                                                                          Nella Coppa del Mondo 1999, negli Stati Uniti, segnò 3 gol, 1 contro la Svezia (2-1) ai gironi e 2 contro la Norvegia (5-0) in semifinale e poi perse la finale ai rigori, sbagliandolo e arrivando seconda.                                                                                                                                                                                                                                                                Nella Coppa d'Asia 1999, nelle Filippine, segnò 2 gol contro Guam (15-0) nei gironi, (probabilmento contro Hong Kong finita 12-0, sempre nei gironi) e 1 gol contro la Corea del Nord (3-0) in semifinale e vinse la finale contro Taipei Cinese (3-0), vincendo il torneo.                                                                                                                                                                                                                                                   Nelle Olimpiadi del 2000 uscì ai gironi.

## Palmarès

### Nazionale
- Coppa d'Asia: 6

Hong Kong 1989, Giappone 1991, Malaysia 1993, Malaysia 1995, Cina 1997, Filippine 1999